# Feenstra (bedrijf)
Feenstra is een Nederlands bedrijf dat actief is in de installatietechniek. Het bedrijf installeert en onderhoudt onder meer cv-ketels, mechanische ventilatie, zonnepanelen en alarmsystemen. Het bedrijf heeft anno 2022 ruim 1700 werknemers in dienst, verdeeld over 14 vestigingen. Het hoofdkantoor is gevestigd in Lelystad.

## Geschiedenis
Feenstra is in 1947 opgericht door Jacob Feenstra onder de naam Centrale verwarming en oliestook  J. Feenstra. Het bedrijf vestigde zich aan de 2e Oosterkade in Sneek. De installateur kreeg in 1950 twee steunfilialen in Drachten en in Heerenveen. Een jaar later, in 1951, nam het bedrijf spaarkachel- en haardenfabriek Smit over. Hierdoor werd het mogelijk om een product te ontwikkelen dat de koppeling tussen kachel en centrale verwarming mogelijk maakte.
In 1959 opende het bedrijf een vestiging in de stad Groningen waardoor een nog groter gebied bereikt kon worden. Verdere groei ontstond door de opkomst van de sociale woningbouw in combinatie met de vondst van aardgas bij Slochteren als brandstof voor kachels en cv-ketels. Naast de hoofdactiviteit verwarming werd het bedrijf door de jaren heen actief in de elektra, beveiliging, isolatie, ventilatie en zonnepanelen en veranderde de naam in Feenstra Verwarming BV.
In 1969 overleed oprichter Jacob Feenstra op 59-jarige leeftijd. Zoon Sjoerd werd actief binnen het bedrijf en nam samen met zijn broer Rense (die er al werkte vanaf 1955) de leiding op zich. Het bedrijf groeide door en had in 1975 zestien vestigingen in Nederland en twee in Duitsland.
Het hoofdkantoor in Lelystad werd in 1978 geopend voor de huisvesting van alle centrale diensten van het bedrijf.
In 1982, met een jaaromzet 106 miljoen gulden, was de onderneming uitgegroeid tot het grootste installatiebedrijf van Nederland.

## Overname door Nuon
In 2000 werd het bedrijf overgenomen door Nuon, dat op zijn beurt zelf werd overgenomen en in 2018 verder ging onder de naam Vattenfall. Nuon zette Feenstra in 2012 en 2016 in de etalage, maar tot een verkoop kwam het uiteindelijk niet. In 2016 besloot Nuon om dochter Feenstra als zelfstandige bedrijfsunit te laten functioneren. Als uitvloeisel daarvan werd de isolatietak verkocht aan Takkenkamp Groep.

## Media en sponsoring
Feenstra is een aantal keer in de media gekomen vanwege klachten over onderhoudscontracten. Als reactie op een uitzending van consumentenprogramma Radar beloofde het bedrijf schriftelijk beterschap.
In 2022 is het bedrijf opnieuw sponsor geworden van de Heerenveense ijshockey-vereniging Unis Flyers. Van 1975 tot 1984 was het bedrijf ook al sponsor van deze club, die eerst als Feenstra Verwarming Heerenveen en later als Feenstra Flyers deelnam aan de competitie.